# São João do Ivaí
São João do Ivaí este un oraș în Paraná (PR), Brazilia.